# ناحیه الرحویه
ناحیه الرحویه (به عربی: دائرة الرحویة) یک ناحیه در الجزایر است که در استان تیارت واقع شده‌است.